# Flora Hastings
Lady Flora Hastings, född 1806, död 1839, var en brittisk hovfunktionär. 
Hon var hovfröken åt drottning Viktorias mor, Viktoria av Sachsen-Coburg-Saalfeld. År 1839 misstänktes Flora Hastings för att vara gravid, eftersom hennes mage hade vuxit synbart. Fadern misstänktes vara hennes arbetsgivares påstådda älskare, John Conroy. Drottning Viktoria satte tilltro till uppgiften, som blev en stor skandal eftersom Hastings var ogift. Hastings visade sig inte vara gravid. Hennes mage hade växt på grund av en cancersvulst. Skandalen kom då istället att handla om att drottningen hade utsatt Hastings för orättfärdiga misstankar. 